# El Caracol (lago de Texcoco)

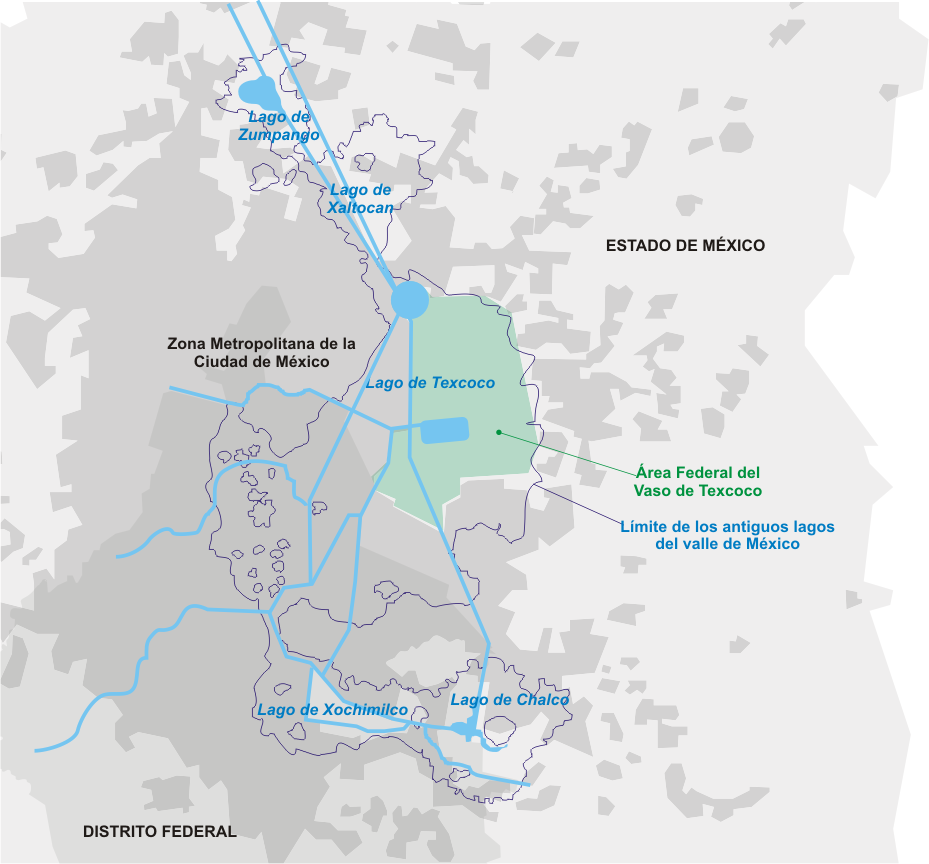
Plano comparativo de la Cuenca de México. El Caracol es el círculo azul claro que aparece en la parte norte de la actual Á. F. del Vaso de Texcoco.

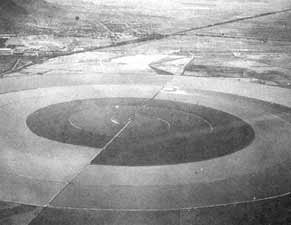
El caracol en Ecatepec

El Caracol, también conocido como Depósito de Evaporación Solar "El Caracol", "El Caracol de Texcoco" (llamado así por la antigua cuenca del Lago de Texcoco) y, en tiempos más recientes, como "El Caracol de la Ciudad de México", es un embalse de agua formado por un sedimento del Lago de Texcoco, situado al nororiente de la Ciudad de México en el municipio metropolitano de Ecatepec. Este enorme espiral se encuentra localizado a un costado de la Av. Central (Av. Central Carlos Hank González), muy cerca del Centro Comercial y el fraccionamiento Las Américas. Es curioso por su forma parecida a un enorme caracol, de unos 3200 metros de diámetro. Antiguamente fue usado como salina evaporando sus aguas mediante el calor del Sol, para obtener sales de sodio. Actualmente sirve para abastecer de agua industrial a las localidades cercanas y partes de la Ciudad de México. En México se denomina Depósito de Evaporación Solar.
El ingeniero mexicano Nabor Carrillo fue el que diseñó el vaso regulador del Lago de Texcoco, en el nororiente de la ciudad.

## Flora y fauna
Existen un total de cinco especies, repartidas en cinco familias y cinco géneros. Ver esta tabla:
|  | Familia        | Género       | Especie                   | Especie               |
|  | Lythraceae     | Heimia       | Heimia salilifolia        | Chraradrius vociferus |
|  | Boraginaceae   | Heliotropium | Heliotropium curassavicum | Molothrus aenus       |
|  | Chenopodiaceae | Chenopodium  | Chenopodium album         | Petrochelidon fulva   |
|  | Compositae     | Gnaphalium   | _--                       | Hirundo rustica       |
|  | Gramineae      | Aegopogon    | Aegopogon                 | Lanius ludovicianus   |

De las especies animales, solo se encuentran las aves, se muestra en esta tabla:
|  | Orden           | Familia      | Género        | Especie               |
|  | Charadriiformes | Charadriidae | Chraradrius   | Chraradrius vociferus |
|  | Passeriformes   | Icteridae    | Molothrus     | Molothrus aenus       |
|  | Passeriformes   | Hirundinidae | Petrochelidon | Petrochelidon fulva   |
|  | Passeriformes   | Hirundinidae | Hirundo       | Hirundo rustica       |
|  | Passeriformes   | Laniidae     | Lanius        | Lanius ludovicianus   |